# Bala de goma

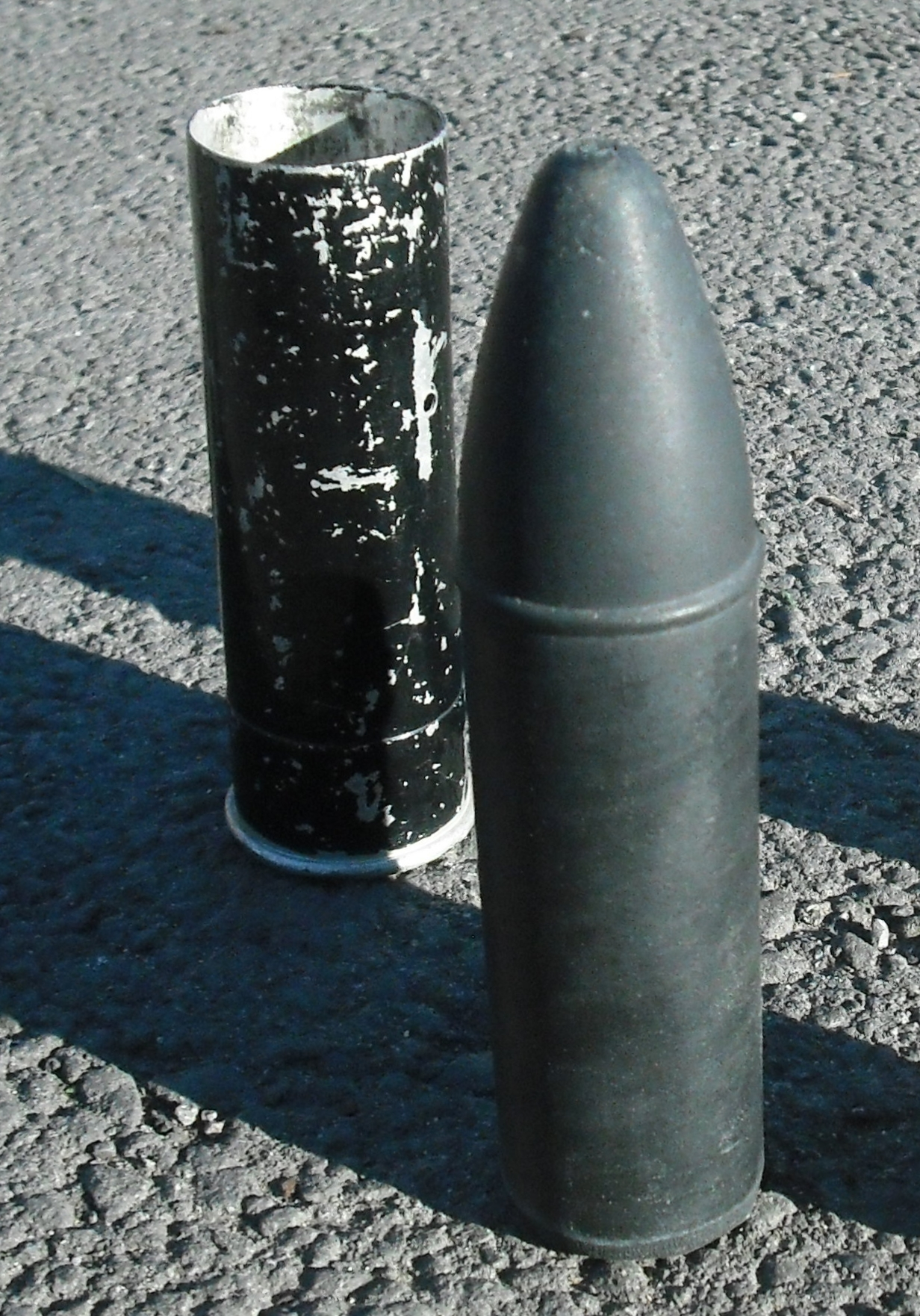
Bala de goma de l'exèrcit britànic de 37 mm "Round, Anti-Riot, 1,5in Baton", tal com es va utilitzar a Irlanda del Nord entre 1970 i 1975

Les bales de goma són un tipus de projectil utilitzat sovint pels antiavalots. Malgrat el nom, les bales de goma solen tenir només un recobriment de cautxú sobre un nucli metàl·lic o fent una barreja homogènia amb el cautxú com un component minoritari. Tot i que es consideren una alternativa menys letal als projectils metàl·lics, les bales de goma encara poden causar lesions mortals, així com altres lesions greus com la ceguesa o altres discapacitats permanents.
Igual que altres projectils similars fets de plàstic, cera i fusta, les bales de goma es poden utilitzar per a la pràctica de curt abast i el control d'animals, però s'utilitzen més habitualment en el control d'avalots i per dispersar protestes.
Les bales de goma van ser inventades pel Ministeri de Defensa britànic amb finalitats de control d'avalots a Irlanda del Nord durant els Troubles, i es van utilitzar per primera vegada allà el 1970.
Els projectils de goma s'han substituït en gran part per altres materials, ja que el cautxú tendeix a rebotar de manera incontrolable.

## Composició i propietats físiques
L'anàlisi de la composició dels pellets de "cautxú" utilitzats per la policia xilena mostra que el 80% dels pellets està format per substàncies dures, principalment sílice i sulfat de bari, mentre que el cautxú constitueix el 20%. La duresa mesurada dels pellets de "cautxú" és de 96,5 shore A. La duresa dels pellets explica per què els "ulls rebentats" van ser tan habituals a les protestes xilenes del 2019-2020.

## Usos

### Control d'avalots

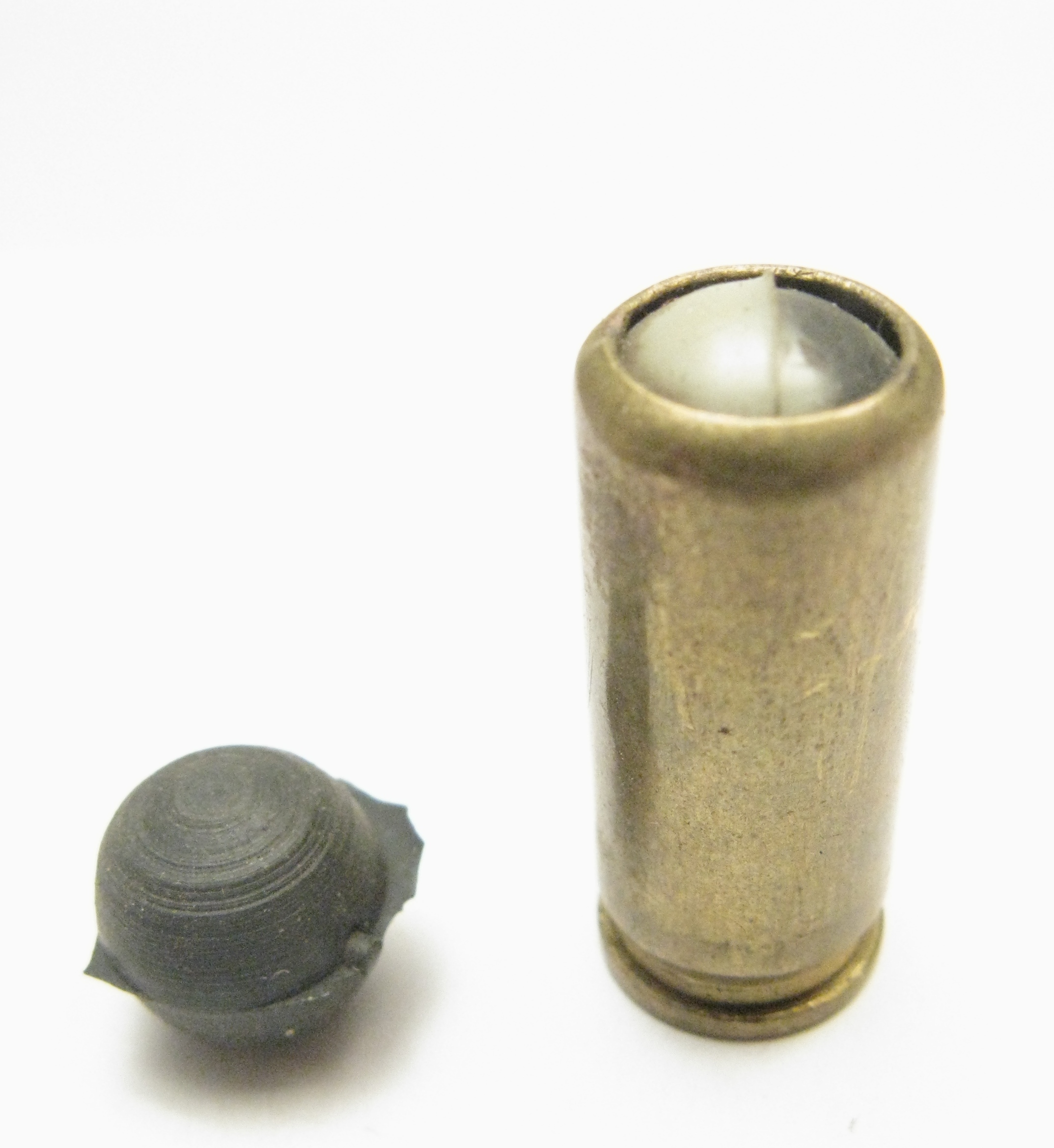
Cartutx de 9 mm pa amb bala de goma

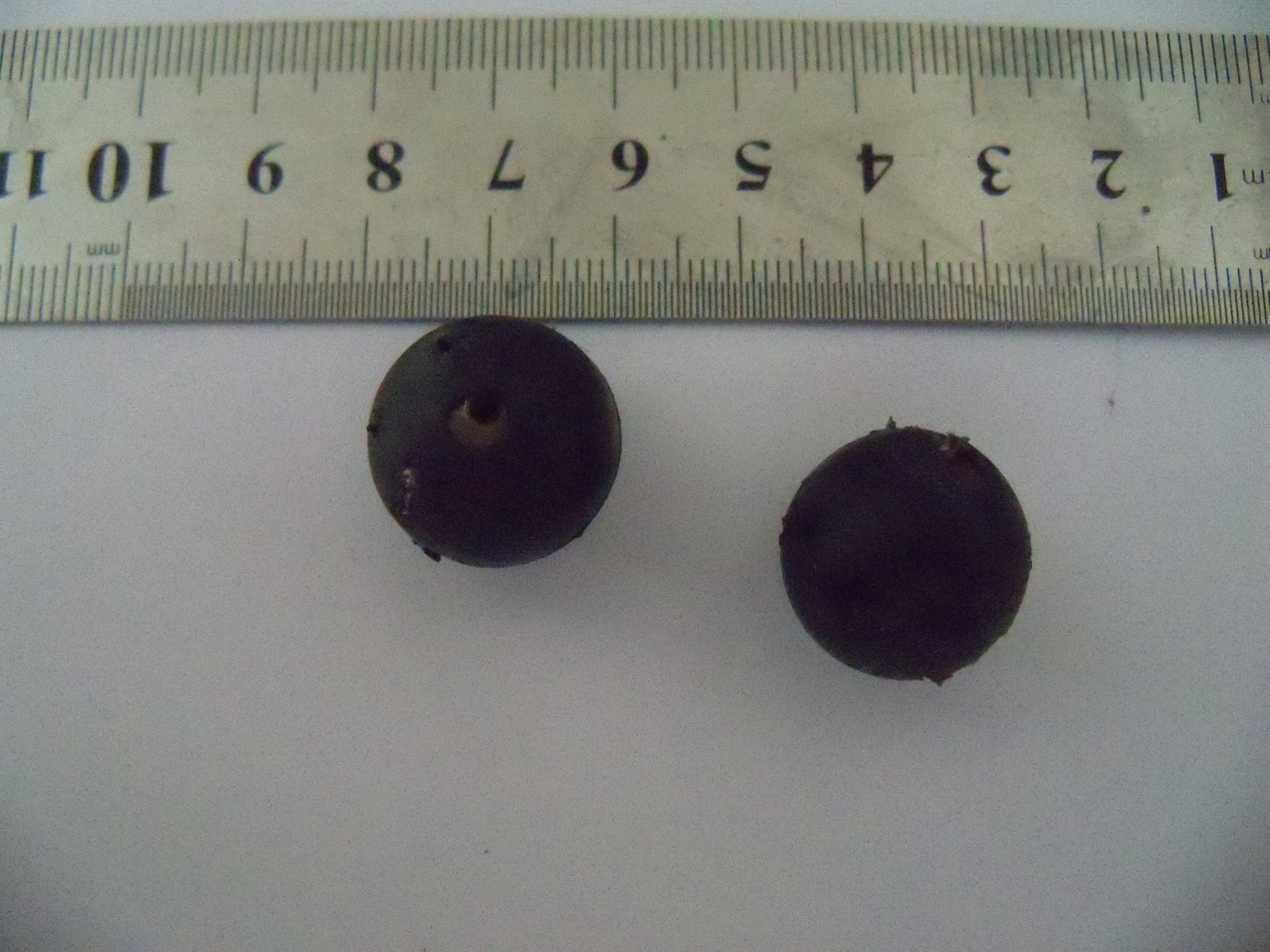
Bales de goma emprades contra manifestants a Ni'lin, agost de 2013

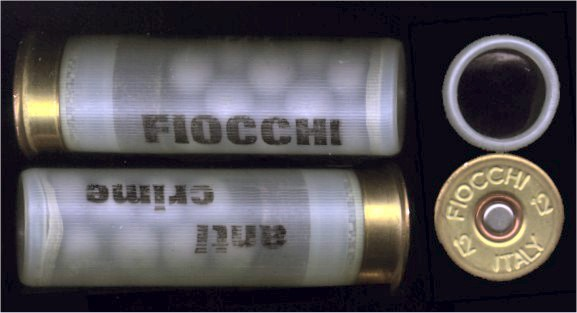
Dos cartutxos del calibre 12 de goma Fiocchi

El Ministeri de Defensa britànic va desenvolupar el 1970 bales de goma del tipus: "Round, Anti-Riot, 1.5in Baton"- amb finalitats de control d'avalots a Irlanda del Nord durant The Troubles. Una càrrega propulsora de baixa potència els dona una velocitat a la boca del canó d'uns 60 m/s (200 ft/s) i un rang màxim d'uns 100 m (110 yd). "La bala de goma es desplega generalment en trajectòries baixes o es dispara en la direcció general (no específica de l'objectiu) dels objectius previstos", causant dolor però no lesions, però també està pensat per ser disparat directament a criteri de l'operador. Entre 1970 i 1975, l'exèrcit britànic va disparar unes 55.000 bales de goma a Irlanda del Nord. Les bales estaven pensades per ser disparades a les cames dels amotinats o al terra davant dels amotinats on rebotaria, perdent part de la seva velocitat, i després colpejaria l'objectiu previst. No obstant això, sovint les forces de seguretat disparaven bales de goma directament contra persones a poca distància, provocant la mort o ferits d'algunes persones. Emma Groves, activista dels drets humans i cofundadora de la Campanya Unida contra les Bales de Plàstic, va quedar encegada per una bala de goma el 1971. El 1975, van ser substituïts per bales de plàstic. A Irlanda del Nord durant 35 anys (1970-2005), es van disparar unes 125.000 bales de goma i plàstic, una mitjana de deu al dia, i van causar 17 morts.
La bala de goma es va posar a disposició de les forces policials britàniques fora d'Irlanda del Nord des del 2001. El 2013, però, els documents del Ministeri de Defensa desclassificats de 1977 van revelar que era conscient que les bales de goma eren més perilloses del que es va revelar públicament. Els documents contenien assessorament legal perquè el Ministeri de Defensa busqués un acord sobre un nen que havia estat encegat el 1972, en lloc d'anar als tribunals, cosa que posaria problemes en l'ús de les bales i dificultaria la lluita contra futurs casos relacionats. Els diaris deien que les proves posteriors revelarien problemes greus amb les bales, incloent el fet que es van provar "durant molt poc temps" menys del que hauria estat ideal, que "podien ser letals" i que "podien causar ferides greus".
Les bales de goma israelianes es produeixen en dos tipus principals. El tipus més antic, la bala de goma estàndard, és una esfera d'acer recoberta d'una fina capa de cautxú, amb un pes de 14 grams, mentre que la bala de goma recentment millorada, introduïda el 1989, és un cilindre metàl·lic recobert de cautxú 1,7. cm de diàmetre, amb un pes de 15,4 grams. De les ferides letals d'aquest projectil, la majoria es pateixen al cap.
Les bales de goma més petites s'utilitzen a les escopetes antiavalots i estan disponibles en una varietat de tipus. Una empresa, per exemple, que fan tant cartuxos, que contenen 15 boles de goma de 8,3 mm de diàmetre per cartutx, com bales de goma, d'un únic projectil de 4,75 grams.

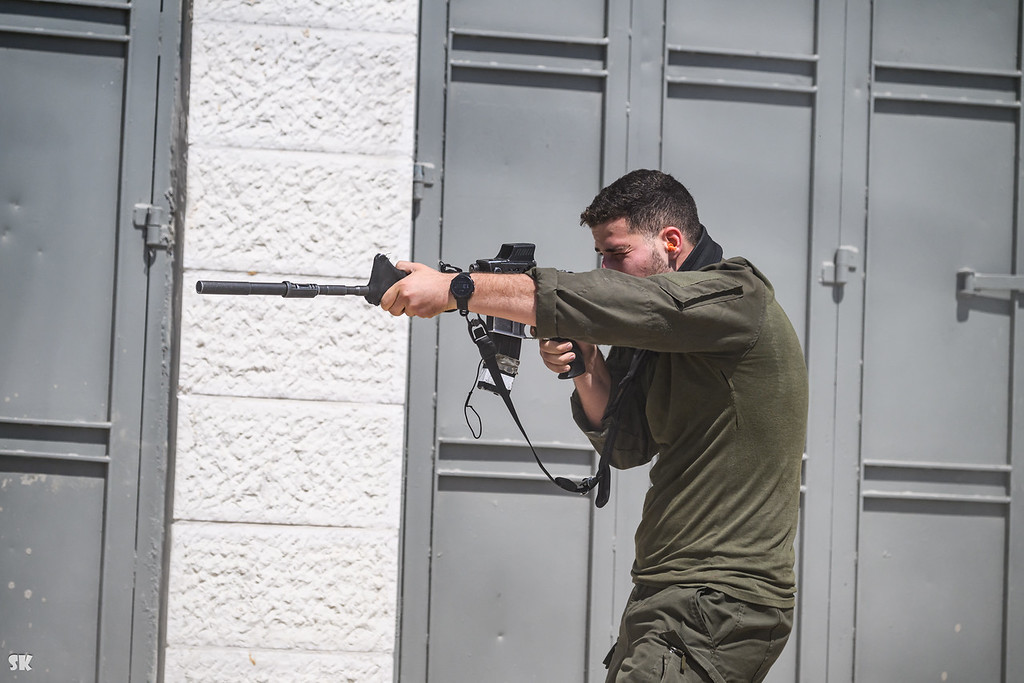
Soldat disparant bales de goma contra la manifestació a Kafr Qaddum, 09-2023

Les forces de seguretat israelianes van utilitzar armes poc letals, incloent bales de goma, en una operació el 28 de febrer de 2011 per enderrocar estructures il·legals a l'assentament de Havat Gilad a Cisjordània.

### Autodefensa
En alguns països, els civils poden utilitzar armes menys letals que disparen projectils de goma per a l'autodefensa.
- – Kazakhstan: la població civil i els guàrdies de seguretat privats poden portar pistoles de gas menys letals amb la capacitat de disparar bales de goma.
- – Romania - Les pistoles de goma són una de les poques armes de foc que poden ser propietat de particulars al país.
- – Rússia: des de 1999, la població civil, els agents de seguretat privada i les forces de control de la llei a Rússia tenen permís per utilitzar armes menys letals.[21] Una varietat d'armes de mà (Osa, Makarych, Horhe, etc.) es porten amb una construcció especialment afeblida i un canó amb tacs interns, cosa que fa impossible l'ús de càrregues de màxima potència i/o disparar projectils durs, mentre que les bales de goma només es comprimeixen quan passen l'atac. i així pot ser acomiadat. Els calibres més comuns són de 9 mm i 10 mm amb una velocitat de boca de vegades gairebé igual a les pistoles normals i bales tan lleugeres com 0,7 g.[22]
- – Ucraïna: els guàrdies de seguretat poden utilitzar pistoles de gas menys letals amb la capacitat de disparar munició amb bales de goma.[23][24]

### Recreació
Les bales de goma, propulsades només amb fulminant, s'utilitzen generalment per a la pràctica o l'entrenament d'objectius interiors de curt abast, generalment amb pistoles. Estan pensats només per al tir al blanc, a diferència de les boles de pintura o els pellets d'airsoft, que estan pensats per utilitzar-los en objectius vius degudament protegits. Les bales de goma, si s'utilitzen amb un protector adequat, es poden recuperar sense danys després de disparar i reutilitzar-les moltes vegades.